# ديهيدروستربتوميسين
ديهيدروستربتوميسين (بالإنجليزية: Dihydrostreptomycin)‏ هو مشتق من الستربتوميسين يتمتع بخاصية إبادة الجراثيم. وهو مضاد حيوي من عائلة الأمينوغليكوزيدات المصطنعة جزئياً المستخدمة في علاج مرض السل.
لم يعد يستخدم على البشر لأنه يسبب تسميماً أذنياً.

## وصلات خارجية
- Dihydrostreptomycin | C21H41N7O12 - PubChem